# Paolo Tigli
Paolo Tigli (Rieti, 7 febbraio 1942) è un politico italiano.